# Paco y Veva
Paco y Veva es una serie de televisión protagonizada por Hugo Silva y Elena Ballesteros. Emitida en La 1 durante 2004, la serie contiene dos temporadas de nueve capítulos cada una. Era una comedia musical.
Los créditos de Escenografía son incorrectos e incompletos

## Argumento
Paco (Hugo Silva) y Veva (Elena Ballesteros) son una pareja de distinta clase social a las que su familia intentan separar. 

## Personajes
- Elena Ballesteros como Genoveva "Veva"
- Hugo Silva como Francisco "Paco"
- Carlos Gil como Ignacio "Nachete"
- Beatriz Carvajal como Manuela
- Paca Gabaldón como Marina
- Miguel Rellán como Clemente
- Borja Elgea como Borja
- Jorge Monje como Millán
- Kira Miró como Estrella
- Pedro Miguel Martínez como Gonzalo
- Raquel Meroño como Julia
- Verónica Echegui como Isa
- Nikoleta Sekulovic como Nadia
- Secun de la Rosa como Agustín
- Estíbaliz Gabilondo como Daniela "Dani"
- Mariano Alameda como Federico
- Flipy Como Marcos

## Capítulos y audiencias
| Temporada | Temporada | Episodios | Estreno                  | Final                 | Audiencia media | Audiencia media | Audiencia media |
| Temporada | Temporada | Episodios | Estreno                  | Final                 | Espectadores    | Cuota           |                 |
| --------- | --------- | --------- | ------------------------ | --------------------- | --------------- | --------------- | --------------- |
|           | 1         | 9         | 8 de enero de 2004       | 4 de marzo de 2004    | 3 648 000       | 20,5%           |                 |
|           | 2         | 9         | 10 de septiembre de 2004 | 29 de octubre de 2004 | 1 624 000       | 12,9%           |                 |
| Total     | Total     | 18        | 2004                     | 2004                  | 2 636 000       | 16,7%           |                 |

### Temporada 1: 2004
| N.º (serie) | N.º (temp.) | Título                        | Fecha                 | Audiencia         |
| ----------- | ----------- | ----------------------------- | --------------------- | ----------------- |
| Temporada 1 |             |                               |                       |                   |
| 1           | 1           | Año nuevo, vida nueva         | 8 de enero de 2004    | 5 369 000 (29,7%) |
| 2           | 2           | Ni en tu casa ni en la mia    | 15 de enero de 2004   | 4 585 000 (26,4%) |
| 3           | 3           | Alquila como puedas           | 22 de enero de 2004   | 4 240 000 (25,8%) |
| 4           | 4           | Este bajo es una ruina        | 29 de enero de 2004   | 3 975 000 (23,3%) |
| 5           | 5           | Peor solo que bien acompañado | 5 de febrero de 2004  | 2 590 000 (14,1%) |
| 6           | 6           | Los ángeles existen           | 12 de febrero de 2004 | 2 901 000 (15,5%) |
| 7           | 7           | Top secret                    | 19 de febrero de 2004 | 3 009 000 (16,1%) |
| 8           | 8           | Un extraño en mi cama         | 26 de febrero de 2004 | 3 107 000 (16,7%) |
| 9           | 9           | Paripé                        | 4 de marzo de 2004    | 3 057 000 (16,8%) |

### Temporada 2: 2004
| N.º (serie) | N.º (temp.) | Título                                  | Fecha                    | Audiencia         |
| ----------- | ----------- | --------------------------------------- | ------------------------ | ----------------- |
| Temporada 2 |             |                                         |                          |                   |
| 10          | 1           | Sé infiel, pero mira con quién          | 10 de septiembre de 2004 | 1 962 000 (16,1%) |
| 11          | 2           | Máxima rivalidad                        | 17 de septiembre de 2004 | 1 826 000 (13,4%) |
| 12          | 3           | Problemas funcionales                   | 24 de septiembre de 2004 | 1 915 000 (13,8%) |
| 13          | 4           | Ya es primavera en Cupido Express...    | 1 de octubre de 2004     | 2 170 000 (15,5%) |
| 14          | 5           | ¿Nos conocemos?                         | 8 de octubre de 2004     | 1 348 000 (10,9%) |
| 15          | 6           | La cocina de Manuela                    | 15 de octubre de 2004    | 1 673 000 (12,6%) |
| 16          | 7           | Acuerdos para vivir bajo el mismo techo | 15 de octubre de 2004    | 630 000 (11,3%)   |
| 17          | 8           | Una prueba de amor                      | 22 de octubre de 2004    | 1 490 000 (10,8%) |
| 18          | 9           | La desaparición                         | 29 de octubre de 2004    | 1 600 000 (12,1%) |